# Вернер Шенермарк
Вернер Шенермарк (нім. Werner Schönermark; 24 березня 1897, Торн, Німецька імперія — 31 грудня 1945, Цедельгем, Бельгія) — німецький військово-морський діяч, контрадмірал крігсмаріне (1 квітня 1943).

## Біографія
4 січня 1915 року вступив добровольцем на флот; пройшов підготовку на борту важкого крейсера «Фрейя». Служив на лінійних кораблях «Шлезвіг-Гольштейн» (березень 1915 — квітень 1916) і «Дойчланд» (квітень 1916 — вересень 1917). Закінчив курс в училищі підводного флоту (1918) і 3 червня 1918 року призначений вахтовим офіцером на підводний човен U-55. Після демобілізації армії залишений на флоті. З 1921 року — вахтовий офіцер на міноносці. З 6 жовтня 1923 року — груповий офіцер військово-морського училища в Мюрвіку, з 12 лютого 1926 року — вахтовий офіцер на міноносцях S-19 і G-11. 29 вересня 1928 року переведений в корабельну кадровану дивізії «Остзеє», а 3 листопада 1930 року призначений 3-м ад'ютантом штабу військово-морської станції «Остзе». З 21 березня 1933 року — артилерійський офіцер на крейсері «Карлсруе». З 27 вересня 1934 року — 1-й ад'ютант у штабі військово-морської станції «Остзе». 9 грудня 1937 року відряджений в Кіль для приймання броненосця «Гнайзенау», а після спуску його на воду призначений 21 травня 1938 року 1-м офіцером. Учасник Польської і Французької кампаній. 25 липня 1940 року переведений в ОКМ і очолив відділ, а потім управління морської оборони. 1 травня 1944 року під час реорганізації ОКМ у складі Головного загального управління було сформоване Військове управління на чолі з Шенермарком. Залишався на цій посаді до кінця війни. 22 липня 1945 року інтернований союзниками. Помер у таборі для військовополонених.

## Нагороди
- Залізний хрест 2-го класу (7 серпня 1916)
- Сілезький Орел 2-го і 1-го ступеня (серпень 1919) — отримав 2 нагороди одночасно.
- Хрест Левенфельда 2-го класу (червень 1920)
- Почесний хрест ветерана війни з мечами (30 січня 1935)
- Медаль «За вислугу років у Вермахті» 4-го, 3-го і 2-го класу (18 років; 2 жовтня 1936) — отримав 3 нагороди одночасно.
- Застібка до Залізного хреста 2-го класу (13 листопада 1939)
- Залізний хрест 1-го класу (22 травня 1940)
- Нагрудний знак флоту (10 листопада 1941)
- Орден «Святий Олександр», командорський хрест з мечами на кільці (Третє Болгарське царство)